# Mesbla
Mesbla S.A. was een Braziliaanse keten van warenhuizen. De onderneming werd in 1912 opgericht als dochteronderneming van een Frans bedrijf voor de Braziliaanse activiteiten. In 1999 ging het bedrijf failliet.

## Geschiedenis

### De beginjaren
In het gebouw Rua da Assembleia 83, in het stadscentrum van Rio de Janeiro, werd in 1912 een dochteronderneming van het in Parijs gevestigde bedrijf Mestre & Blatgé gevestigd, gespecialiseerd in de handel in machines en apparatuur.
Het Braziliaanse dochterbedrijf was binnen de Franse organisatie wereldwijd van weinig belang. Vier jaar na de oprichting werd het bestuur overgedragen aan de Fransman Louis La Saigne, voorheen adjunct-directeur van de vestiging in Buenos Aires. In 1924 transformeerde La Saigne de vestiging in Rio in een zelfstandig bedrijf met de naam Sociedade Anônima Brasileira Estabelecimentos Mestre et Blatgé, dat in 1939 werd omgedoopt tot Mesbla S.A. De nieuwe naam was een combinatie van de eerste lettergrepen van de oorspronkelijke naam, die was voorgesteld door de secretaris van Louis La Saigne, Isaura, via een interne competitie. Men vreesde dat Frankrijk aan het begin van de Tweede Wereldoorlog solidariteit zou betuigen met Adolf Hitler, wat zou kunnen leiden tot represailles in Brazilië met betrekking tot de naam.
La Saigne had vier dochters en de oudste trouwde met Henrique de Botton. Na een dag hard werken overleed Louis La Saigne, de oprichter van Mesbla, in de nacht van 18 januari 1961 in zijn woning. Na zijn dood werden twee van zijn oudere medewerkers tot voorzitter en vice-voorzitter gekozen, respectievelijk Silvano Santos Cardoso en Henrique de Botton. Het jaar daarop, op 12 augustus 1962, vierde Mesbla haar gouden jubileum als een echt Braziliaans bedrijf, met meer dan 8.000 werknemers in 13 filialen, winkels en verkoopkantoren op strategische plekken in het land. Na de dood van Silvano Santos Cardoso op 29 februari 1968 werd Henrique president. Na Henriques dood werd zijn zoon André president. Beiden leidden de groei en teloorgang van het bedrijf tot in de jaren 1980. In de jaren 1950 had het bedrijf winkels in de grote steden op het platteland en in enkele plattelandsdorpjes. In de jaren tachtig telde Mesbla 180 vestigingen en 28.000 werknemers. Hun grote winkels, met een oppervlakte van meer dan 3.000 m², waren herkenningspunten in de steden waar Mesbla actief was.
Gedurende bijna drie decennia was het bedrijf vrijwel alleen regerend op de retailmarkt en was het het enige bedrijf in deze branche met een landelijke dekking. Medewerkers waren er trots op dat Mesbla een uitgebreid assortiment had van knopen tot doodskisten, auto's, boten en vliegtuigen.

### Jaren 1980
De uitbreiding van Mesbla vond echter plaats met behulp van marktstrategieën die al snel achterhaald bleken. Toen besloten werd om de verkoop van kleding, bed- en tafellinnen te verhogen, werden de artikelen naast machines en apparatuur tentoongesteld, traditionele goederen van het bedrijf. Deze ongeorganiseerde mix werd ook in catalogi toegepast.
Ook de aankopen van het bedrijf bij leveranciers liepen mis. Zodra Brazilië bijvoorbeeld de diplomatieke betrekkingen met de Sovjet-Unie hervatte, importeerde Mesbla onder de regering van João Goulart een grote hoeveelheid camera's en videocamera's van lage kwaliteit uit dat land. Omdat de import niet continu was, had Mesbla moeite om technische assistentie te verlenen voor de verkochte goederen.
Het tij keerde in 1981, toen Mesbla van de eerste naar de derde plaats steeg tussen de grootste detailhandelsbedrijven in Brazilië en te maken kreeg met hevigere concurrentie. Er werd een marketingadviesbureau ingehuurd en de Mesbla-winkels zijn compleet gerenoveerd. Er zijn veranderingen doorgevoerd in de inrichting van de winkels, de indeling van de etalages, de uniformen van de verkopers en de communicatie met de klanten. Ook ging men beter op de reclame letten, door catalogi in kleur te presenteren en te adverteren op televisie. De onderneming trok de beste leidinggevenden uit de markt aan en bood goede salarissen.
Naast warenhuizen beschikte het bedrijf over eigen verkooppunten voor meubels, auto's en boten, en over een financiële instelling. Het bedrijf was ook actief in de internationale handel via een dochteronderneming met een filiaal in New York. Van de miljoenendeals die Mesbla International Trade sloot, werd er één zelfs door The New York Times uitgelicht: de verkoop van 60.000 vrachtwagens aan China, een deal ter waarde van $ 900 miljoen. In 1986 werd het door het tijdschrift Exame, gespecialiseerd in economie en bedrijfskunde, verkozen tot het beste bedrijf van Brazilië.
André de Botton werd uitgeroepen tot koning van de detailhandel. Zijn naam maakte deel uit van het kwartet dat de bedrijfsadel van de jaren 1970 en 1980 vormde, aangevuld met Octavio Lacombe van de Paranapanema Group, Olavo Monteiro de Carvalho van Monteiro Aranha en Augusto Trajano van Caemi. Naast de kantoren van grote bedrijven en de kantoren van ministers en politici in Brasilia begaven zij zich ook in de hogere kringen van Rio de Janeiro. De Botton werd twee keer verkozen tot Buitenlandse Retailer van het Jaar door de Amerikaanse organisatie National Retail Federation.

### Jaren 1990
Ondanks deze strategische wijzigingen bleven er problemen bestaan. Mesbla had veertig directeuren, waardoor de beslissingen traag tot stand kwamen. Aan het einde van de regering Sarney in 1989 was het bestuur ervan overtuigd dat het land afstevende op hyperinflatie, waardoor het voorraden begon aan te leggen.
De komst van de Plano Real en het einde van de hoge inflatie lieten de zwakheden van Mesbla zien en het bedrijf begon aanhoudende verliezen te lijden, die het probeerde op te lossen door winkels te sluiten en werknemers te ontslaan. Bovendien kreeg het te maken met concurrentie van buitenlandse warenhuizen en hypermarkten, omdat het in het buitenland gemakkelijk was om kapitaal aan te trekken tegen lagere rentetarieven.
Buitenlandse bedrijven veroverden de Braziliaanse markt dankzij een betere koopkracht, een grotere alertheid op het nieuws, een groter aanbod aan goederen en kredietfaciliteiten op afbetaling, met name door de creatie van eigen creditcards. Toen Mesbla probeerde zich met de concurrentie te meten en unieke kledingmerken en een eigen creditcard op de markt bracht, was het te laat. In 1994 werden meerdere winkels gesloten en het personeelsbestand teruggebracht tot 4.500 werknemers. Het bedrijf kon de verliezen niet meer opvangen.

### Mansur en het einde
In 1997 werd faillissement aangevraagd, met schulden van meer dan een miljard Braziliaanse real. In datzelfde jaar verwierf de zakenman Ricardo Mansur de controle over Mesbla. Hij kocht 51% van de aandelen voor een bedrag van 600 miljoen real, dat in tien jaar moest worden terugbetaald. Hij nam tevens de belastingschuld van 350 miljoen real van de failliet over. Negen maanden eerder had hij de Mappin-winkels gekocht, een traditioneel staatsdetailhandelsbedrijf in São Paulo. Hij wilde de twee bedrijven samenvoegen, ze winstgevend maken en ze vervolgens met winst doorverkopen.
De controversiële zakenman Mansur, eigenaar van zuivelbedrijven en een bank, stond bekend om zijn agressieve stijl en zijn smaak voor pronkzucht. Hij had een landhuis in Londen, waar hij een poloteam sponsorde, waaraan hij volbloedpaarden leverde die hij zelf had gefokt. Om de wens van een dochter te vervullen, gaf hij opdracht aan een bekende architect uit São Paulo om een poppenhuis ter waarde van $ 300.000 te bouwen. Het werd op zijn boerderij in Indaiatuba geplaatst.
In een poging Mesbla en Mappin te redden, werden de bedrijven onder leiding van directeur João Paulo Amaral geplaatst. Maar João Paulo realiseerde zich al snel dat hij op een van die onmogelijk geachte missies was. Het geldgebrek was ernstiger dan gedacht; de vertragingen in de betaling van leveranciers waren chronisch. Vervolgens ontstond er een reeks faillissementsaanvragen en dreigingen met uitzettingen in alle winkelcentra waar de winkels hun merken aanboden.
Mansur probeerde zijn invloed op politici aan te wenden en oefende zelfs druk uit op de werknemers van Mesbla en Mappin door middel van marsen, om geld te krijgen van de Banco Nacional de Desenvolvimento Econômico e Social, een publieke bank. Tegelijkertijd zocht hij naar een buitenlandse partij die de winkels wilde overnemen. Zijn geloofwaardigheid begon echter in twijfel te worden getrokken toen hij valse informatie begon te verspreiden om de deal rond te krijgen. Tegelijkertijd werd er een onderzoek gestart naar het beheer van zijn bank en werden er frauduleuze praktijken vastgesteld, wat resulteerde in de liquidatie van de bank. Vanwege deze praktijken werd Mansur gearresteerd en werden zijn tegoeden geblokkeerd. Er werd een nieuw arrestatiebevel uitgevaardigd door zijn ex-vrouw, voor wie hij geen alimentatie betaalde.
Door de vele problemen verloor Mansur alle interesse in het lot van Mesbla en Mappin. Hij vloog naar Londen en keerde nooit meer terug naar Brazilië. Het faillissement van beide bedrijven werd in juli 1999 uitgesproken en de laatste Mesbla-winkel die zijn deuren sloot, was het filiaal in Niterói op 24 augustus 1999.
Tegelijkertijd beëindigden Lojas Brasileiras en G. Aronson hun activiteiten, twee detailhandelsbedrijven met nationaal kapitaal. Sindsdien moet de Braziliaanse detailhandel concurreren met buitenlandse bedrijven.
In 2009 werd de comeback van Mesbla aangekondigd: een e-commercebedrijf onderhandelde met Mansur over de aankoop van de rechten om de naam te gebruiken en was van plan om in maart 2010 een site te openen die specifiek gericht was op vrouwen. De officiële lancering vond plaats in mei van datzelfde jaar. "Het merk heeft nog steeds een positieve aantrekkingskracht onder consumenten", aldus een directeur van het bedrijf. Volgens columniste Mônica Bergamo zou de voormalige eigenaar van Mesbla, Ricardo Mansur, in de editie van Folha de S.Paulo van 3 juni 2009 naar New York zijn gegaan om de contacten te versnellen en de heropening van Mesbla zo snel mogelijk te laten verlopen. Het initiatief leverde echter geen resultaten op.